# Szirbik Bernadett
Szirbik Bernadett, Szirbik Berni (Miskolc, 1976. augusztus 1. –) Domján Edit-díjas magyar színésznő.

## Élete
Miskolcon született, 1976. augusztus 1-én. Szülővárosában az Avasi Gimnáziumban érettségizett rajz és vizuális kultúra tagozaton. 1994–1996 között a nyíregyházi Móricz Zsigmond Színház stúdiójában tanult. 1996–1997-ben a Vasutas Zeneiskola musical stúdiójának növendéke volt. 1997–2001 között a Színház- és Filmművészeti Egyetem hallgatója volt, operett-musical szakon. 2001–2003 között a Szegedi Nemzeti Színház tagja volt. 2003-tól a Miskolci Nemzeti Színház színésznője.

## Fontosabb színházi szerepei
- Vörösmarty Mihály: Csongor és Tünde (Ledér) – 2017/2018
- Simon Stephens – Mark Haddon: A kutya különös esete az éjszakában (Judy) – 2016/2017
- Móricz Zsigmond: Kivilágos kivirradtig (Frici, Dobyék nagyobbik leánya) – 2016/2017
- Madách Imre: Az ember tragédiája (szereplő) – 2016/2017
- Neil Simon–Marvin Hamlisch–Carole Bayer Sager: Édeskettes hármasban (Sonia Walsk) – 2015/2016
- Molnár Ferenc: Liliom (Muskátné) – 2015/2016
- Michael Ende: Momo (Ügynöknő, Kassziopeia) – 2015/2016
- Füst Milán: Boldogtalanok (Rózsi, a nyomdász testvére) – 2014/2015
- Móricz Zsigmond: Erdély – Tündérkert (Báthoryné, Iszkender Pasa, Raluca) – 2014/2015
- Bagossy László: A sötétben látó tündér (A sötétben látó tündér) – 2014/2015
- Lehár Ferenc: A víg özvegy (Olga, Kromov felesége) – 2014/2015
- Anton Pavlovics Csehov: Sirály (Polina Andrejevna, Samrejev felesége) – 2013/2014
- Musical történetek (szereplő) (rendező) – 2013/2014
- Gregg Opelka: C’est la vie (Dominique) – 2013/2014
- Woody Allen: Játszd újra, Sam! (Vanessa, Sharon Lake) – 2012/2013
- Molière: Dandin György (Madame De Sotenville) – 2012/2013
- Bob Fosse–Fred Ebb–John Harold Kander: Chicago (Morton Mama) – 2012/2013
- Eisemann Mihály–Szilágyi László: Én és a kisöcsém (Vadász Frici, gyors- és gépíró) – 2012/2013
- Spiró György: Elsötétítés (nő) – 2011/2012
- Arthur Miller: Az ügynök halála (nő) – 2011/2012
- Molière: A képzelt beteg (Béline) – 2010/2011
- Martin McDonagh: Piszkavas (Leenane szépe) (Maureen Folan) – 2009/2010
- Nagy Tibor–Pozsgai Zsolt–Bradányi Iván: A kölyök (Mary, ünnepelt énekesnő) – 2004/2005
- Molière: Don Juan (Mari) – 2003/2004
- Egressy Zoltán: Portugál (Masni) – 2002/2003

## Film és televíziós szerepei
- Valami Amerika (2001) - Adrienn

## Díjai, elismerései
- Domján Edit-díj (2011)[5]
- A legjobb női karakteralakítás (2013, Miskolci Nemzeti Színház)